# Richard Dresser
Richard Dresser, född 1951 och uppvuxen i Massachusetts, är en amerikansk dramatiker, manusförfattare och TV-producent.

## Biografi
Richard Dresser studerade kommunikation vid University of North Carolina at Chapel Hill i Chapel Hill med tanken att börja jobba med radio. Som dramatiker debuterade han 1984 med At Home som spelades Off-Broadway i New York. Hans genombrottspjäs var Below the Belt (Under bältet) från 1995 som också uppfördes Off-Broadway och som kallades årets bästa nya pjäs av The Wall Street Journals kritiker. Förutom i USA har Dresser även spelats i Tyskland (bland annat i regi av Thomas Ostermeier) och Sverige. Kevin Kelly på The Boston Globe har kallat Dresser "a ferocious playwright...(who) writes with a headlong intensity and a sense of pervasive mystery" (en vildsint dramatiker... (som) skriver med en huvudstupa intensitet och känsla för genomträngande mysterier). Dresser har också skrivit två musikalmanus, däribland Broadwaymusikalen Good Vibrations. För manuset till HBO-serien Vietnam War Stories 1989 tilldelades han CableACE Award.

## Uppsättningar i Sverige
- 2005 Mänsklig faktor (Below the Belt), Teater Terrier, Malmö, översättning Ludvig Uhlbors, regi Eva Wendt-Robles
- 2009 Augusta, Teater 23, Malmö, översättning Åsa Sandström & Iben West, regi Daniel Rylander
- 2010 Under bältet (Below the Belt), Moment:teater, Stockholm, översättning Kristian Benkö & Edward Buffalo Bromberg, regi Andreas Boonstra, med bl.a. Alexander Salzberger